# Extraliga žen ve florbale 2022/2023
Extraliga žen ve florbale 2022/2023 byla 29. ročníkem nejvyšší ženské florbalové soutěže v Česku.
Základní část soutěže hrálo 12 týmů dvakrát každý s každým. Prezidentský pohár pro vítěze základní části sezóny získal bez ztráty bodu poosmé v řadě tým 1. SC TEMPISH Vítkovice.
Tým 1. SC Vítkovice se stal i vítězem ročníku, po porážce obhájce titulu týmu FBC ČPP Bystroň Group Ostrava v superfinále. Pro Vítkovice to byl sedmý titul celkem, naposledy zvítězily o dva roky dříve v sezóně 2020/2021.
Nováčkem v této sezóně byl tým Crazy girls FBC Liberec, výherce předchozího ročníku 1. ligy, který se do Extraligy vrátil po dvou sezónách v nižší soutěži. Na Pohár mistrů postoupily oba týmy, protože Vítkovice zvítězily i v národním poháru.
Po prohře v play-down sestoupil po třech letech v Extralize do 1. ligy tým Florbalová akademie MB. V následující sezóně byl nahrazen vítězem 1. ligy, týmem K1 Florbal Židenice, který se do Extraligy vrátil po jedné sezóně v nižší soutěži. Dále po sedmi letech v Extralize sestoupil tým Panthers Praha, po prohře v baráži s poraženým finalistou 1. ligy, týmem FBC Intevo Třinec, který postoupil do nejvyšší soutěže poprvé.

## Základní část
Základní část soutěže hrálo 12 týmů dvakrát každý s každým od 10. září 2022 do 26. února 2023. Do play-off postoupilo prvních osm týmů. Poslední čtyři týmy hrály play-down o sestup.
| Poř. | Tým                           | Z  | V  | VP | PP | P  | VG  | OG  | B  |
| ---- | ----------------------------- | -- | -- | -- | -- | -- | --- | --- | -- |
| 1.   | 1. SC TEMPISH Vítkovice       | 22 | 22 | 0  | 0  | 0  | 256 | 56  | 66 |
| 2.   | FAT PIPE Florbal Chodov       | 22 | 17 | 3  | 0  | 2  | 175 | 73  | 57 |
| 3.   | PSN Tatran Střešovice         | 22 | 15 | 2  | 1  | 4  | 160 | 73  | 50 |
| 4.   | FBC ČPP Bystroň Group Ostrava | 22 | 16 | 1  | 0  | 5  | 202 | 75  | 50 |
| 5.   | Bulldogs Brno                 | 22 | 12 | 0  | 1  | 9  | 122 | 95  | 37 |
| 6.   | FbŠ Bohemians                 | 22 | 10 | 1  | 1  | 10 | 129 | 118 | 33 |
| 7.   | FBS Olomouc                   | 22 | 10 | 0  | 1  | 11 | 118 | 113 | 31 |
| 8.   | FAT PIPE Tigers Start98       | 22 | 9  | 1  | 1  | 11 | 135 | 149 | 30 |
| 9.   | Finance Novák FBK Jičín       | 22 | 4  | 0  | 3  | 15 | 97  | 188 | 15 |
| 10.  | Crazy girls FBC Liberec       | 22 | 3  | 3  | 0  | 16 | 77  | 181 | 15 |
| 11.  | Panthers Praha                | 22 | 2  | 0  | 1  | 19 | 49  | 257 | 7  |
| 12.  | MITEL Florbalová akademie MB  | 22 | 0  | 1  | 3  | 18 | 64  | 206 | 5  |

O konečném pořadí na třetím a čtvrtém místě a na devátém a desátém místě rozhodly výsledky vzájemných zápasů.

## Play-off
Do play-off postoupilo prvních osm týmů. První tři týmy si hned po skončení základní části 26. února 2023 postupně zvolily soupeře pro čtvrtfinále z druhé čtveřice. Čtvrtfinále se hrálo od 4. do 12. března.
Nejlépe umístěný tým v základní části z postupujících do semifinále (1. SC TEMPISH Vítkovice) si 14. března zvolil ze dvou nejhůře umístěných postupujících za soupeře tým PSN Tatran Střešovice. Semifinále se hrálo od 25. března do 5. dubna.
O mistru Extraligy rozhodl jeden zápas tzv. superfinále 16. dubna 2023 v pražské O2 aréně. Do finále poprvé v historii postoupily dva ostravské týmy. FBC Ostrava vypravil do Prahy pro fanoušky obou ostravských klubů speciální vlak SFF Ostravský Express. Superfinále překonalo s 10 122 diváky dosavadní rekord v návštěvnosti na ligovém zápase českého ženského florbalu z finále sezóny 2015/2016, který vidělo 8 711 diváků. Nové maximum vydrželo zároveň jen do dalšího superfinále.

### Pavouk
|  | Čtvrtfinále (na zápasy) | Čtvrtfinále (na zápasy) |                         |   | Semifinále (na zápasy) | Semifinále (na zápasy) |  |  | Superfinále (skóre) | Superfinále (skóre) |
|  |                         |                         |                         |   |                        |                        |  |  |                     |                     |
|  |                         |                         |                         |   |                        |                        |  |  |                     |                     |
|  | 1. SC TEMPISH Vítkovice | 4                       |                         |   |                        |                        |  |  |                     |                     |
|  | 1. SC TEMPISH Vítkovice | 4                       |                         |   |                        |                        |  |  |                     |                     |
|  | Bulldogs Brno           | 0                       |                         |   |                        |                        |  |  |                     |                     |
|  | Bulldogs Brno           | 0                       | 1. SC TEMPISH Vítkovice | 4 |                        |                        |  |  |                     |                     |
|  |                         |                         | 1. SC TEMPISH Vítkovice | 4 |                        |                        |  |  |                     |                     |
|  |                         | PSN Tatran Střešovice   | 1                       |   |                        |                        |  |  |                     |                     |
|  | PSN Tatran Střešovice   | PSN Tatran Střešovice   | 1                       | 4 |                        |                        |  |  |                     |                     |
|  | PSN Tatran Střešovice   |                         |                         | 4 |                        |                        |  |  |                     |                     |
|  | FbŠ Bohemians           | 0                       |                         |   |                        |                        |  |  |                     |                     |
|  | FbŠ Bohemians           | 0                       | 1. SC TEMPISH Vítkovice | 6 |                        |                        |  |  |                     |                     |
|  |                         |                         | 1. SC TEMPISH Vítkovice | 6 |                        |                        |  |  |                     |                     |
|  |                         | FBC Ostrava             | 4                       |   |                        |                        |  |  |                     |                     |
|  | FAT PIPE Florbal Chodov | FBC Ostrava             | 4                       | 4 |                        |                        |  |  |                     |                     |
|  | FAT PIPE Florbal Chodov |                         |                         | 4 |                        |                        |  |  |                     |                     |
|  | FAT PIPE Tigers Start98 | 0                       |                         |   |                        |                        |  |  |                     |                     |
|  | FAT PIPE Tigers Start98 | 0                       | FAT PIPE Florbal Chodov | 1 |                        |                        |  |  |                     |                     |
|  |                         |                         | FAT PIPE Florbal Chodov | 1 |                        |                        |  |  |                     |                     |
|  |                         | FBC Ostrava             | 4                       |   |                        |                        |  |  |                     |                     |
|  | FBC Ostrava             | FBC Ostrava             | 4                       | 4 |                        |                        |  |  |                     |                     |
|  | FBC Ostrava             |                         |                         | 4 |                        |                        |  |  |                     |                     |
|  | FBS Olomouc             | 0                       |                         |   |                        |                        |  |  |                     |                     |
|  | FBS Olomouc             | 0                       |                         |   |                        |                        |  |  |                     |                     |

### Čtvrtfinále
1. SC TEMPISH Vítkovice – Bulldogs Brno 4 : 0 na zápasy – Zpráva
- 04. 3. 2023 16:00, Vítkovice – Bulldogs 14 : 0 (4:0, 7:0, 3:0)
- 05. 3. 2023 16:00, Vítkovice – Bulldogs 13 : 1 (5:1, 4:0, 4:0)
- 11. 3. 2023 18:00, Bulldogs – Vítkovice 12 : 9 (0:2, 1:2, 1:5)
- 12. 3. 2023 17:00, Bulldogs – Vítkovice 01 : 4 (1:2, 0:1, 0:1)

FAT PIPE Florbal Chodov – FAT PIPE Tigers Start98 4 : 0 na zápasy – Zpráva
- 04. 3. 2023 19:00, Chodov – Start98 9 : 1 (3:0, 3:0, 3:1)
- 05. 3. 2023 17:00, Chodov – Start98 9 : 2 (3:0, 3:0, 3:2)
- 11. 3. 2023 19:00, Start98 – Chodov 3 : 7 (0:6, 2:1, 1:0)
- 12. 3. 2023 18:00, Start98 – Chodov 2 : 4 (2:1, 0:1, 0:2)

PSN Tatran Střešovice – FbŠ Bohemians 4 : 0 na zápasy – Zpráva
- 04. 3. 2023 17:00, Tatran – Bohemians 6 : 1 (1:0, 2:1, 3:0)
- 05. 3. 2023 15:00, Tatran – Bohemians 7 : 3 (3:2, 3:0, 1:1)
- 11. 3. 2023 16:00, Bohemians – Tatran 2 : 4 (0:2, 0:1, 2:1)
- 12. 3. 2023 16:00, Bohemians – Tatran 1 : 5 (0:2, 0:0, 1:3)

FBC ČPP Bystroň Group Ostrava – FBS Olomouc 4 : 0 na zápasy – Zpráva
- 04. 3. 2023 18:00, Ostrava – Olomouc 8 : 2 (4:1, 2:1, 2:0)
- 05. 3. 2023 18:00, Ostrava – Olomouc 6 : 1 (1:0, 1:1, 4:0)
- 11. 3. 2023 17:00, Olomouc – Ostrava 2 : 4 (0:1, 1:0, 1:3)
- 12. 3. 2023 17:00, Olomouc – Ostrava 1 : 6 (0:2, 0:0, 1:4)

### Semifinále
1. SC TEMPISH Vítkovice – PSN Tatran Střešovice 4 : 1 na zápasy – Zpráva
- 25. 3. 2023 17:00, Vítkovice – Tatran 2 : 4 (0:1, 1:1, 1:2)
- 26. 3. 2023 16:00, Vítkovice – Tatran 5 : 1 (0:0, 3:0, 2:1)
- 01. 4. 2023 15:00, Tatran – Vítkovice 2 : 3 (0:1, 0:1, 2:1)
- 02. 4. 2023 13:00, Tatran – Vítkovice 4 : 7 (3:2, 0:2, 1:3)
- 05. 4. 2023 20:00, Vítkovice – Tatran 2 : 1 (1:0, 1:1, 0:0)

FAT PIPE Florbal Chodov – FBC ČPP Bystroň Group Ostrava 1 : 4 na zápasy – Zpráva
- 25. 3. 2023 17:00, Chodov – Ostrava 3 : 2pn (0:1, 1:0, 2:1)
- 26. 3. 2023 16:00, Chodov – Ostrava 5 : 7pn (0:2, 4:3, 1:2)
- 01. 4. 2023 17:00, Ostrava – Chodov 7 : 0pn (2:0, 4:0, 1:0)
- 02. 4. 2023 16:00, Ostrava – Chodov 5 : 4pn (1:0, 1:1, 2:3, 0:0)
- 05. 4. 2023 19:30, Chodov – Ostrava 2 : 3pn (0:2, 2:0, 0:1)

### Finále
16. 4. 2023 14:00, 1. SC TEMPISH Vítkovice – FBC ČPP Bystroň Group Ostrava 6 : 4 (2:1, 2:0, 2:3) – Zpráva

## Play-down
Poslední čtyři týmy základní části (11. až 14. místo) spolu hrály od 4. března do 4. dubna 2023 v play-down (ve dvou kolech na čtyři vítězné zápasy) o to, který tým sestoupí rovnou do 1. florbalové ligy.
Tým MITEL Florbalová akademie MB, který prohrál druhé kolo play-down, byl v další sezóně nahrazen vítězem toho ročníku 1. ligy, týmem K1 Florbal Židenice. Vítěz druhého kola play-down, tým Panthers Praha, prohrál v baráži s poraženým finalistou 1. ligy, týmem FBC Intevo Třinec.

### Pavouk
|  | 1. kolo (na zápasy)          | 1. kolo (na zápasy)          |                |   | 2. kolo (na zápasy) | 2. kolo (na zápasy) |
|  |                              |                              |                |   |                     |                     |
|  |                              |                              |                |   |                     |                     |
|  | Crazy girls FBC Liberec      | 4                            |                |   |                     |                     |
|  | Crazy girls FBC Liberec      | 4                            |                |   |                     |                     |
|  | Panthers Praha               | 0                            |                |   |                     |                     |
|  | Panthers Praha               | 0                            | Panthers Praha | 4 |                     |                     |
|  |                              |                              | Panthers Praha | 4 |                     |                     |
|  |                              | MITEL Florbalová akademie MB | 1              |   |                     |                     |
|  | Finance Novák FBK Jičín      | MITEL Florbalová akademie MB | 1              | 4 |                     |                     |
|  | Finance Novák FBK Jičín      |                              |                | 4 |                     |                     |
|  | MITEL Florbalová akademie MB | 0                            |                |   |                     |                     |

### 1. kolo
Crazy girls FBC Liberec – Panthers Praha 4 : 0 na zápasy – Zpráva
- 04. 3. 2023 20:00, Liberec – Panthers 15 : 2 (1:0, 4:0, 0:2)
- 05. 3. 2023 18:00, Liberec – Panthers 11 : 3 (2:0, 2:2, 7:1)
- 11. 3. 2023 18:00, Panthers – Liberec 15 : 9 (1:2, 1:4, 3:3)
- 12. 3. 2023 18:00, Panthers – Liberec 14 : 7 (1:4, 1:0, 2:3)

Finance Novák FBK Jičín – MITEL Florbalová akademie MB 4 : 0 na zápasy – Zpráva
- 03. 3. 2023 20:00, Jičín – Boleslav 4 : 1 (1:1, 0:0, 3:0)
- 03. 3. 2023 17:00, Jičín – Boleslav 2 : 0 (1:0, 1:0, 0:0)
- 11. 3. 2023 17:00, Boleslav – Jičín 2 : 9 (0:0, 0:5, 2:4)
- 12. 3. 2023 17:00, Boleslav – Jičín 1 : 7 (1:1, 0:3, 0:3)

### 2. kolo
Panthers Praha – MITEL Florbalová akademie MB 4 : 1 na zápasy – Zpráva
- 25. 3. 2023 18:00, Panthers – Boleslav 7 : 5p (0:1, 2:3, 5:1)
- 26. 3. 2023 15:00, Panthers – Boleslav 4 : 8p (1:4, 1:2, 2:2)
- 01. 4. 2023 18:00, Boleslav – Panthers 3 : 5p (0:1, 3:2, 0:2)
- 02. 4. 2023 16:00, Boleslav – Panthers 2 : 5p (0:1, 1:2, 1:2)
- 04. 4. 2023 20:00, Panthers – Boleslav 4 : 3p (0:0, 1:2, 2:1, 1:0)

### Baráž
Panthers Praha – FBC Intevo Třinec 1 : 3 na zápasy – Zpráva
- 15. 4. 2023 18:00, Panthers – Třinec 3 : 2 (1:2, 0:0, 2:0)
- 22. 4. 2023 18:00, Třinec – Panthers 7 : 0 (5:0, 1:0, 1:0)
- 23. 4. 2023 16:00, Třinec – Panthers 4 : 0 (1:0, 1:0, 2:0)
- 29. 4. 2023 18:00, Panthers – Třinec 4 : 6 (2:3, 1:2, 1:1)

## Konečné pořadí
| Pořadí           | Tým                           |
| ---------------- | ----------------------------- |
| Zlatá medaile    | 1. SC TEMPISH Vítkovice       |
| Stříbrná medaile | FBC ČPP Bystroň Group Ostrava |
| Bronzová medaile | FAT PIPE Florbal Chodov       |
| 4.               | PSN Tatran Střešovice         |
| 5.               | Bulldogs Brno                 |
| 6.               | FbŠ Bohemians                 |
| 7.               | FBS Olomouc                   |
| 8.               | FAT PIPE Tigers Start98       |
| 9.               | Finance Novák FBK Jičín       |
| 10.              | Crazy girls FBC Liberec       |
| 11.              | Panthers Praha                |
| 12.              | Florbalová akademie MB        |

## Nejužitečnější hráčky
Nejužitečnějšími hráčkami Extraligy byly zvoleny:
1. Anna Brucháčková (Bulldogs Brno)
2. Dominika Buczek (1. SC TEMPISH Vítkovice)
3. Kristýna Bachmaierová (Finance Novák FBK Jičín)